# Nicolai Wammen
Nicolai Wammen, né le 7 février 1971 à Holbæk (Danemark), est un homme politique danois, membre de la Social-démocratie (SD). Il est ministre des Finances depuis le 27 juin 2019.

## Biographie
Nicolai Wammen est diplômé en sciences politiques à l'université d'Aarhus en 2001. Cette même année, il remporte un siège de député au Folketing lors des élections législatives. Lors de son premier mandat, il est le porte-parole de son groupe sur les questions financières.
En octobre 2004, il annonce sa candidature aux élections municipales de 2005 à Aarhus, ville dont il est déjà conseiller municipal depuis 1998. Après la victoire des sociaux-démocrates lors du scrutin municipal de novembre 2005, il devient maire. Il est réélu lors des élections municipales de 2009.
En octobre 2010, il annonce son intention de retourner au Folketing lors des prochaines élections législatives et de quitter alors son mandat municipal. Il retrouve son siège parlementaire lors des élections législatives du 15 septembre 2011. Le 3 octobre, il est nommé ministre des Affaires européennes dans le gouvernement formé par Helle Thorning-Schmidt après le scrutin. Il est donc en fonction pendant la présidence danoise du Conseil de l'Union européenne en 2012.
À l'occasion d'un remaniement ministériel, il devient ministre de la Défense le 9 août 2013. Il conserve ce poste en février 2014 dans le gouvernement Thorning-Schmidt II.
Il est réélu au Folketing lors des élections législatives de 2015 qui marquent le retour des sociaux-démocrates dans l'opposition. Il devient alors le porte-parole politique du groupe social-démocrate pendant la législature.
Après avoir remporté un nouveau mandat lors des élections législatives de 2019 remportées par les sociaux-démocrates, il devient ministre des Finances dans le gouvernement de Mette Frederiksen,.
Il est réélu lors des élections législatives anticipées de novembre 2022. Le 15 décembre, il conserve son poste de ministre des Finances dans le gouvernement de coalition formé avec Venstre et Modérés après le scrutin. Il est remplacé à titre intérimaire par Morten Bødskov dans ses fonctions ministérielles du 5 juin au 13 août 2023 pendant son congé parental. En juin 2023, son nom, avec celui du ministre de la Justice Peter Hummelgaard Thomsen, est largement relayé comme un potentiel successeur de Mette Frederiksen au poste de Premier ministre quand celle-ci est mentionnée comme possible nouvelle secrétaire générale de l'OTAN.
En novembre 2023, il présente le Plan 2030, le projet d'investissement pluriannuel de 68 milliards de couronnes du gouvernement.